# Sibylle Bergemann

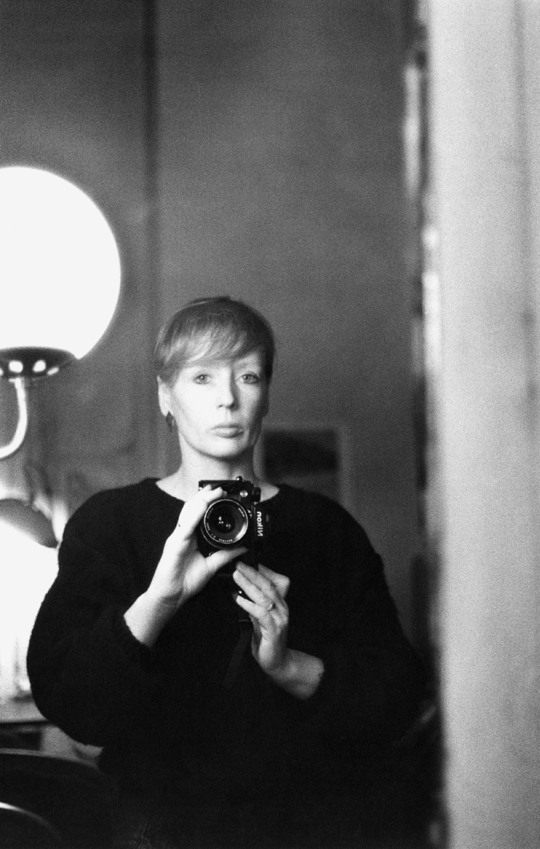
Sibylle Bergemann, Selbstporträt Schiffbauerdamm (1986)

Sibylle Bergemann (* 29. August 1941 in Berlin; † 1. November 2010 in Gransee, Brandenburg) war eine deutsche Fotografin von internationaler Bekanntheit. 1990 war sie Mitbegründerin der Fotografen-Agentur Ostkreuz.

## Leben
Bergemann absolvierte von 1958 bis 1960 eine kaufmännische Ausbildung und arbeitete bis 1967 in diesem Beruf. Von 1965 bis 1967 war sie in der Redaktion der Zeitschrift Das Magazin tätig. Dort lernt sie 1966 den Fotografen Arno Fischer kennen, von dem sie sich das fotografische Handwerk abschaut. 1985 heiraten Bergemann und Fischer. 
1967 begann ihre Tätigkeit als freischaffende Fotografin. Ab 1969 wurden ihre Fotografien in der Wochenzeitung Sonntag veröffentlicht, ab 1973 in der Modezeitschrift Sibylle und im Magazin. 
1974 hatte sie ihre erste Einzelausstellung im Haus der Jungen Talente in Berlin. 1977 wurde sie Mitglied im Verband Bildender Künstler der DDR. Sie arbeitete unter anderem für den Buchverlag Der Morgen und den Greifenverlag. 
Von 1975 bis 1986 erstellte Bergemann im Auftrag des Ministeriums für Kultur eine Fotodokumentation über die Entstehung der Bronzeplastik von Karl Marx und Friedrich Engels des Bildhauers Ludwig Engelhardt auf dem Marx-Engels-Forums in Berlin-Mitte.
1990 war sie Gründungsmitglied der Agentur der Fotografen Ostkreuz. Sie beteiligte sich 1991 am Projekt Almediterrana 92 in Almería. Ab 1994 war Bergemann Mitglied der Akademie der Künste in Berlin. Sie war 2001 Gründungsmitglied der Schule „Fotografie am Schiffbauerdamm“; ab 2005 unterrichtete sie an der Ostkreuzschule für Fotografie und Gestaltung in Berlin-Weißensee. 
Bergemann und Fischer zogen 2004 sanierungsbedingt aus ihrer Wohnung am Schiffbauerdamm aus. Mit der Ausstellung "Finissage. Abschied vom Schiffbauerdamm", die in mehreren, inzwischen leeren Wohnungen stattfand, trennten sie sich nach 28 Jahren von der Altbauwohnung unmittelbar am Bahnhof Friedrichstraße, die ein beliebter Treffpunkt für DDR-Fotografen und viele international bekannte Fotografen wie etwa Henri Cartier-Bresson, Helmut Newton, Robert Frank, Josef Koudelka, Barbara Klemm und Ellen Auerbach. war. Viele internationale Kontakte vermittelte der Leiter des Ostberliner Institut Français, Dominique Paillarse.
Das Projekt einer Privatschule für angehende Fotografen im selben Gebäude wurde ebenfalls durch die Sanierung beendet. Ihr Ehemann hielt hier als Professor für Fotografie in Leipzig die meisten seiner Seminare ab. Bergemann führte den Ausbruch ihrer Krebserkrankung teilweise auf den Auszug aus dieser Wohnung zurück.

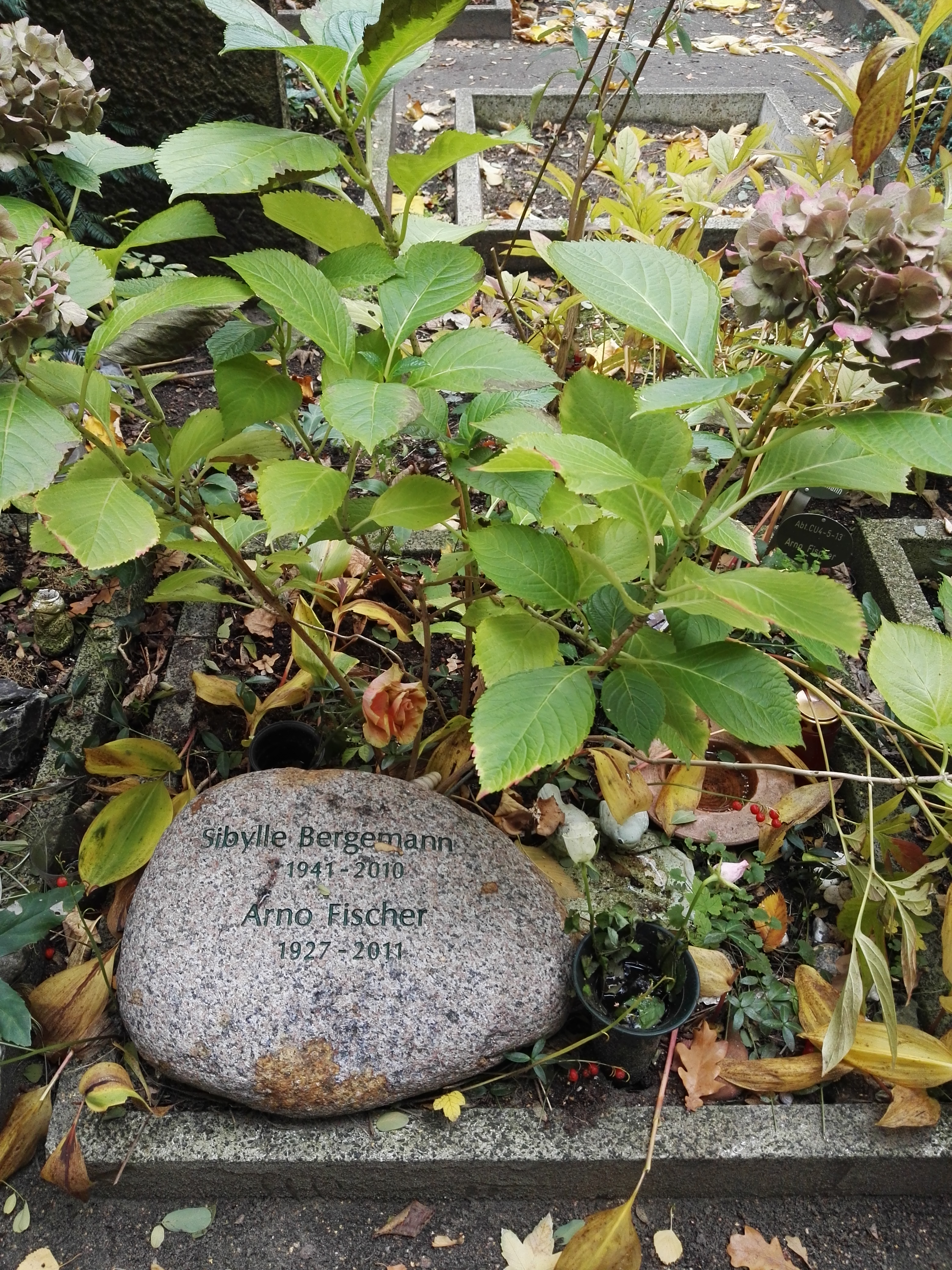
Grabstätte von Sibylle Bergemann und Arno Fischer

In den Jahren 2006 und 2007 hatte die Künstlerin eine vielbeachtete Ausstellung in der Akademie der Künste Berlin und im Museum für Photographie in Braunschweig. 2009 präsentierte sie einige ihrer Werke in der Gruppenausstellung Ostzeit. Geschichten aus einem vergangenen Land im Haus der Kulturen der Welt in Berlin.
Sibylle Bergemann verstarb nach langer Krebskrankheit. Sie wurde auf dem Friedhof der Dorotheenstädtischen und Friedrichswerderschen Gemeinden (Grabnummer: CU4-5-13) in Berlin-Mitte beigesetzt. Ehemann Arno Fischer starb im September 2011 und wurde zu ihr gebettet.

## Ausstellungen

### Einzelausstellungen (Auswahl)
- 1974: Haus der jungen Talente, Berlin
- 1981: Neue Dresdner Galerie, Dresden
- 1987: Immer derselbe Himmel. Club der Kulturschaffenden, Berlin, (Katalog)
- 1990: PPS Galerie, Hamburg, (mit Ute Mahler)
- 1991: Centre Régional de la Photographie, Douchy, Frankreich
- 1992: Museum für Kunst und Kulturgeschichte Dortmund, (mit Horst Wackerbarth), (Katalog)
- 1992: Almediterranea 92. internationales Projekt, Hochschule der Künste, Almería, Spanien
- 1995: Verwunderte Wirklichkeit Sichtweisen, Galerie Weinberg Hildesheim
- 1997: es ist einmal. Land Brandenburg Lotto GmbH, Potsdam
- 1998: Engel in der Stadt. Galerie le Manège, Kulturbrauerei, Berlin
- 2000: Zeig mir dein liebstes Gut. Museum Berlin-Kreuzberg, Berlin
- 2000: Yva, Bergemann, McGrew. Postfuhramt, Berlin
- 2003: Pinacoteca, São Paulo, Brasilien
- 2004: Galerie Argus, Berlin
- 2004: Finissage, Abschied vom Schiffbauerdamm, Wohnung Schiffbauerdamm, Berlin
- 2006: Galerie Robert Morat, Hamburg, (mit Arno Fischer)
- 2006: Akademie der Künste, Berlin, (Katalog)
- 2007: Sibylle Bergemann. Verblassende Erinnerung. Museum für Photographie (Braunschweig)
- Seit 2009: Sibylle Bergemann. Photographien weltweite Tourneeausstellung des Instituts für Auslandsbeziehungen e. V. (ifa)
  - Premiere in der Akademie der Künste Russlands, Moskau, Russische Föderation
  - danach 2010:
    - Galerie Le Manège, Dakar, Senegal
    - Dum umeni/Haus der Kunst, Brno (Brünn), Tschechische Republik
    - Museum of Art, Seoul National University, Seoul, Südkorea

  - danach 2011:
    - Tochigi Prefectural Museum of Fine Arts, Utsunomiya, Japan
    - Jiangsu Provincial Art Museum, Nanjing, China
    - Goethe-Institut Hanoi, Vietnam

  - danach 2012:
    - Singapur 2902 Art Gallery, Singapur
    - Sydney College of the Arts SCA/Kunstakademie Sydney SCA, Australien
    - Wairarapa Museum and Art Gallery, Masterton, Neuseeland

  - danach 2013:
    - Bentara Budaya, Jakarta, Indonesien
    - MAP-Publika (White Box), Kuala Lumpur, Malaysia
    - Art Gallery of Khon Kaen University, Khon Kaen, Thailand
    - Villa Audi, Beirut, Libanon

  - danach 2014:
    - Staatliches Museums- und Ausstellungszentrum ROSPHOTO, St. Petersburg, Russische Föderation
    - ifa-Galerie, Stuttgart, Deutschland
    - Silk Road Gallery, Teheran, Iran

  - danach 2015:
    - Goethe-Institut/Max Mueller Bhavan, Mumbai, Indien
    - National Gallery of Modern Art NGMA, New Delhi, Indien

  - danach 2016:
    - Streetlevel Gallery, Glasgow, Großbritannien

  - danach 2017:
    - Museo de Arte Contemporáneo (MACO), Oaxaca, Mexiko
    - Centro Cultural Bam und Galería Regia, Monterrey, Mexiko

  - danach 2019:
    - Institut français de Prague, Prag, Tschechische Republik
    - Pisztori Palais, Bratislava, Slowakische Republik

  - danach 2021:
    - Centar savremene umjetnosti Crnegore/Zentrum für moderne Kunst, Podgorica, Montenegro

  - danach 2022:
    - Sofia City Art Gallery, Sofia, Bulgarien
    - Umetnički paviljon „Cvijeta Zuzorić“, Belgrad, Serbien

  - danach 2023:
    - Muzeum Narodowe w Gdańsku, Danzig, Polen

  - danach 2024:
    - Art Safari SRL, Dacia Romania Palace, Bukarest, Rumänien

  - danach 2025:
    - Muzeul de Artă, Cluj-Napoca, Rumänien
- 2010: Galerie Johanna Breede: Sibylle Bergemann, 'L’allure des femmes'
- 2011: Galerie Johanna Breede: Sibylle Bergemann, Die Polaroids
- 2011: Leonhardi-Museum, Dresden
- 2011: Polaroids. C/O Berlin, Berlin
- 2011 (–2012): Ein Traum von Theater – Sibylle Bergemann und das Theater RambaZamba, Willy-Brandt-Haus, Berlin
- 2015: Sibylle Bergemann, Osmos Address, New York
- 2017: Der Rand der Welt. Sibylle Bergemann in Dialog, Kicken Berlin, Germany
- 2017: Sibylle Bergemann. Eine retrospektive Werkschau, Reinbeckhallen, Berlin, Germany
- 2017: Frauen. Und in Farbe., Loock Galerie, Berlin, Germany
- 2018: landläufig … Kurt-Mühlenhaupt-Museum, Zehdenick OT Bergsdorf
- 2022: Sibylle Bergemann. Stadt – Land – Hund, Berlinische Galerie

### Gruppenausstellungen (Auswahl)
- 1992: Nichts Ist So Einfach, Wie Es Scheint. Ostdeutsche Fotografie, Berlinische Galerie, Berlin
- 1999: Östlich Von Eden. Von der DDR nach Deutschland 1974–1999, Gemeinschaftsausstellung von OSTKREUZ, Postfuhramt, Berlin
- 2003: Kunst in der DDR. Eine Retrospektive der Nationalgalerie, Berlin
- A Clear Vision, Fotografische Werke aus der Sammlung F. C. Gundlach, Deichtorhallen, Haus der Photographie, Hamburg
- 2005: Heimat Moderne – Die fotografierte Stadt, Galerie für Zeitgenössische Kunst, Leipzig
- Utopie Und Wirklichkeit. Ostdeutsche Fotografie 1956–1989, Willy-Brandt-Haus, Berlin
- 2006: Heartbeat Of Fashion, Deichtorhallen, Haus der Photographie, Hamburg
- Leben. Sehen, Käthe-Kollwitz-Museum, Köln
- 2007: Do Not Refreeze, Corner House, Manchester, England
- Challenging Walls, Jerusalem, Israel
- European Photography, Turner Carroll Gallery, Santa Fe, USA
- 2008: Von Kunst Und Politik – Fotografie in der Sammlung des Deutschen Bundestages, Kunstraum im Deutschen Bundestag, Berlin
- 2009: Art Of Two Germanys/Cold War Cultures, LACMA Los Angeles, USA
- 2010: Eros und Stasi. Ostdeutsche Fotografie Sammlung Gabriele Koenig. Ludwig Forum für Internationale Kunst, Aachen
- Die Stadt. Vom Werden und Vergehen, Gemeinschaftsausstellung, C/O Berlin
- The Original Copy: Photography of Sculpture, 1839 to Today, MoMA New York, USA
- 2011: Vanity, Mode / Fotografie aus der Sammlung F.C. Gundlach, Kunsthalle Wien, Österreich
- 2012: Geschlossene Gesellschaft – Künstlerische Fotografie in der DDR 1949–1989, Berlinische Galerie, Berlin
- 2015: Sibylle – das Modemagazin der DDR, Kunstforum Halle
- 2015: DAS FENSTER, Johanna Breede PHOTOKUNST, Berlin
- 2016: Aufbrüche – Bilder aus Deutschland. Fotografien aus der Sammlung Fricke, Willy-Brandt-Haus, Berlin
- Berlin, Raum, Radar, Neue West, Berlin, kuratiert von Nadine Barth
- Gegenstimmen, Martin-Gropius-Bau, Berlin, kuratiert von Eugen Blume und Christoph Tannert
- 2016: Vis-á-Vis, Johanna Breede PHOTOKUNST, Berlin
- 2017: SIBYLLE. Die Ausstellung, Kunsthalle Rostock, Rostock
- The Polaroid Project, WestLicht Museum for Photography, Wien, Österreich
- Blicke, die bleiben, Sammlung Fricke im Suermondt-Ludwig-Museum, Aachen
- The Polaroid Project, Amon Carter Museum of American Art, Fort Worth Texas, USA
- Sibylle – Die Fotografen, Opelvillen Rüsselsheim
- Between Spaces, ZKR, Berlin
- 2018: Golden Hearts. Sibylle Bergemann und Martin Parr, Loock Galerie, Berlin
- The Inner Eye, Side Photographic Gallery Newcastle, England
- Radikale Künstlerinnen Hinter Dem Eisernen Vorhang, Staatliche Sammlung Dresden, Lipsiusbau, Dresden
- The Polaroid Project, C/O Berlin, Berlin
- TraumWelten, Kunsthalle Talstrasse, Kunstverein Talstrasse e. V., Halle
- Bilder Aus Einem Vergangenen Land. Ostdeutsche Fotografie, Kunst- und Kulturzentrum der StädteRegion Aachen, Aachen
- The Polaroid Project, Museum für Kunst und Gewerbe, Hamburg
- La condition humaine. Photographies de l’agence allemande OSTKREUZ, Vieille Église Saint-Vincent, Mérignac, Frankreich
- Sibylle – Die Fotografen, dkw. Kunstmuseum Dieselkraftwerk Cottbus, Cottbus
- 2019: Durch Mauern gehen, Martin Gropius Bau, Berlin
- Restless Bodies – Photography In East Germany From 1980 to 1989, Rencontres de la Photographie, Arles, Frankreich
- Sibylle – Die Fotografen, Willy-Brandt-Haus, Berlin
- Palast der Republik, Kunsthalle Rostock, Rostock
- The Polaroid Project, Musée McCord, Montreal, Kanada
- The Polaroid Project, National Museum of Singapore, Singapur
- 1989. The End of the 20th Century, IVAM Institut Valencià d’Art Modern, Valencia, Spanien
- 2020: Berlin, 1945–2000: A Photographic Subject, Reinbeckhallen, Berlin
- The Polaroid Project, MIT Museum, Cambridge, Massachusetts, USA
- 2022: SOMMER, Johanna Breede PHOTOKUNST
- 2022: HERBST, Johanna Breede PHOTOKUNST
- 2023: Johanna Breede ‚WOMEN ONLY‘

## Stipendien
- 1995: Stipendium der Körber-Stiftung, Hamburg
- 1997: Künstlerinnenstipendium der Senatsverwaltung für Kulturelle Angelegenheiten, Berlin

## Arbeiten in öffentlichen und privaten Sammlungen (Auswahl)
- Art Collection Deutsche Börse
- Aktion Mensch, Bonn
- Berlinische Galerie, Berlin
- Brandenburgische Kunstsammlungen, Cottbus
- Centre régional de la Photographie nord Pas-de-Calais, Douchy
- Deutscher Bundestag, Berlin
- Deutsches Historisches Museum, Berlin
- DZ Bank, Frankfurt am Main
- Galerie für Zeitgenössische Kunst, Leipzig
- GAFF, Galerie für Fotografie, Rotenburg/Wümme
- Institut für Auslandsbeziehungen e. V. (ifa)
- JPMorgan Chase Art Collection
- Land Brandenburg Lotto GmbH, Potsdam
- Museum für Kunst und Geschichte, Dortmund
- Musée de l’Elysée, Lausanne
- Museum of Modern Art, New York
- Staatliche Galerie Moritzburg, Halle/Saale
- Sammlung F. C. Gundlach, Hamburg
- Sammlung Joshua P. Smith, Washington

## Publikationen (Auswahl)
als Autorin
- Verwunderte Wirklichkeit. Fotografien. ex pose verlag, Berlin 1992, ISBN 3-925935-11-8 (Nachwort von Jutta Voigt).
- Sibylle Bergemann, Photographien. Edition Braus, Heidelberg 2006, ISBN 3-89904-252-2 (Begleitband zur gleichnamigen Ausstellung).
- Fenster. Edition Braus, Berlin 2011, ISBN 978-3-86228-024-7.
- Sibylle Bergemann, Kehrer Verlag, 2016, ISBN 978-3-86828-743-1.

als Illustratorin
- Klaus Walter: Berlin, Hauptstadt der DDR. Ein Reiseverführer. Greifenverlag, Rudolstadt 1980.
- Irene Runge: Himmelhölle Manhattan. 2. Auflage. Buchverlag der Morgen, Berlin 1989, ISBN 3-371-00019-2.
- Irene Runge: Du sollst nicht immer Holland sagen. Ein Skizzenbuch. Buchverlag der Morgen, Berlin 1990, ISBN 3-371-00136-9.

## Werke
- Kurzbiografie zu: Bergemann, Sibylle. In: Wer war wer in der DDR? 5. Ausgabe. Band 1. Ch. Links, Berlin 2010, ISBN 978-3-86153-561-4.
- Boris Friedewald: Sibylle Bergemann. In: Boris Friedewald: Meisterinnen des Lichts: große Fotografinnen aus zwei Jahrhunderten. Prestel, München 2014, ISBN 978-3-7913-4673-1, S. 38–41.
- Martin Schieder: Affirmation und Differenz. Die „Dokumentation der Entstehung des Marx-Engels-Denkmals“ von Sibylle Bergemann, in: Sigrid Hofer und Martin Schieder (Hrsg.): Fotografieren in der DDR, Dresden 2014, S. 68–88 (Schriftenreihe des Arbeitskreises Kunst in der DDR, Bd. 2).
- Frieda von Wild, Jonas Ludwig Walter (Hrsg.): Sibylle Bergemann und das Theater RambaZamba. Fotografien. Theater der Zeit, Berlin 2011, ISBN 978-3-942449-45-8.
- Frieda von Wild, Lily von Wild (Hrsg.): Sibylle Bergemann. Kehrer, Heidelberg 2016, ISBN 978-3-86828-743-1.

Nachrufe
- Nicola Kuhn: Sibylle Bergemann: Bilder vom Rand der Welt. In: Der Tagesspiegel, 2. November 2010
- Rolf Lautenschläger: Objektiv poetisch. In: taz, 2. November 2010
- Thomas Knauf: Verwunderte Wirklichkeit. In: Der Freitag, 4. November 2010
- Regine Sylvester: Das ist jetzt eben so (Memento vom 5. Juni 2014 im Webarchiv archive.today) In: Berliner Zeitung, 6. November 2010

## Film
- Ostfotografinnen[6], 2006, mit Sibylle Bergemann, Helga Paris, Gundula Schulze Eldowy, Buch und Regie: Pamela Meyer-Arndt, Pamela Meyer-Arndt Filmproduktion, Sendung MDR, WDR, 3sat, Akademie der Künste Berlin
- Mein Leben – Die Fotografin Sibylle Bergemann. Dokumentarfilm, Deutschland, 2010, 43 Min., Buch: Maria Wischnewski, Regie: Sabine Michel, Produktion: It Works! Medien, ZDF, Arte, Erstsendung: arte, 16. Januar 2011, 16:30 Uhr, Inhaltsangabe der AdK.